# 박성빈 (2004년)
박성빈(2004년 4월 21일 ~ )은 KBO 리그 키움 히어로즈의 포수이다.

## 키움 히어로즈시절
2023년에 입단하였다. 2024년 4월 21일 두산 베어스와의 경기에 출전하며 데뷔 첫 경기를 치렀고, 경기에서 2타수 1안타를 기록하였다.

## 출신 학교
- 한밭초등학교
- 충남중학교
- 대전고등학교